# Диета Скарсдейл
Диета Скарсдейл — высокобелковая низкоуглеводная диета, разработанная врачом-кардиологом Германом Тарноуэром в 1970-х годах. Впервые описана в книге «The Complete Scarsdale Medical Diet» 1978 года в соавторстве с С. Бейкером. Своим названием обязана городку Скарсдейл в штате Нью-Йорк, где работал Тарноуэр.

## Описание
Диета Скарсдейл похожа на диеты Аткинса и Стильмана в том, что она предполагает приём пищи с высоким содержанием белка и низким жиров и углеводов. Отличие состоит в большом количестве фруктов и овощей. Диета допускает неограниченный приём животного белка, особенно яиц, рыбы, нежирного мяса птицы. В воскресный день Тарноуэр предлагал есть побольше стейков с помидорами, сельдереем или брюссельской капустой. Диета Скарсдейл низкокалорийная, предполагает потребление около 1000 ккал в день и длится от одной до двух недель.
Книгу, в которой была впервые описана диета, опубликовали в 1978 году. Она неожиданно стала популярной, когда её автор Г. Тарноуэр был убит в 1980 году своей бывшей любовницей Джин Харрис. Во время суда адвокат Харрис утверждал, что именно его подзащитная была основным автором книги.

## Критика
Диета не сбалансирована, предполагает избыточный приём мяса, что может увеличивать риск развития сердечно-сосудистых заболеваний. Человек на этой диете может вначале сильно похудеть, но, как правило, эффект такого похудания нестойкий, сопоставим с обычным ограничением потребляемых с пищей калорий.
Диетолог Э. Фельдман считает диету Скарсдейл нефизиологичной и опасной для здоровья. К побочным эффектам этой диеты она отнесла запор, тошноту, общую слабость, неприятный запах изо рта за счёт развивающегося кетоза.